# Doctor Strange: The Sorcerer Supreme
Doctor Strange: The Sorcerer Supreme is een direct-naar-dvd-animatiefilm uit 2007 gebaseerd op het Marvel Comics-personage Dr. Strange. De film werd geregisseerd door Frank Paur. De productie was in handen van Bob Richardson en Stan Lee.
Dit was de vierde animatiefilm van Lionsgate gebaseerd op een Marvel Comics-personage. De vorige drie waren Ultimate Avengers, Ultimate Avengers 2 en The Invincible Iron Man.

## Verhaal
Dr. Stephen Strange is een van de meest getalenteerde artsen ter wereld. Totdat hij op een dag betrokken raakt bij een auto-ongeluk. Hoewel hij het ongeluk overleeft, raken zijn handen dusdanig gewond dat hij nooit meer zijn werk als arts zou kunnen uitvoeren.
Wanhopig op zoek naar genezing gebruikt Strange zij hele fortuin voor onderzoek. Uiteindelijk komt hij in contact met een man uit Tibet, die enkel bekendstaat als “the Ancient One”. Hij biedt Strange een kans op genezing, en nog veel meer.
Strange accepteert het aanbod en wordt de leerling van de Ancient One. Al snel blijkt dat het zijn doel is om de mystieke kunsten te leren en zo de nieuwe opperste magiër van de Aarde te worden. Voordat hij deze titel kan opeisen moet hij de dood en verraad doorstaan in de vorm van zijn grootste vijand: Dormammu.

## Stemacteurs
| Acteur                   | Personage        |
| ------------------------ | ---------------- |
| Bryce Johnson            | Dr. Strange      |
| Paul Nakauchi            | Wong             |
| Michael Yama             | Ancient One      |
| Kevin Michael Richardson | Baron Mordo      |
| Jonathan Adams           | Dormammu         |
| Fred Tatasciore          | Oliver           |
| Susan Spano              | Dr. Gina Atwater |
| Tara Strong              | April Strange    |

## Achtergrond
De film bevat een aantal referenties naar de Marvel-strips:
- Wanneer Stephen Strange het ziekenhuis verlaat, roept een vrouw een zekere Dr. Donald Blake naar de operatiekamer. Donald Blake was het alter ego van Thor gedurende de oudere strips.
- Thor zelf komt ook even voor in de film, als een van de mensen die Strange opzoekt in de hoop zijn handen te genezen.
- In China ontmoet Strange Lei Mei, die een grote rol had in de Iron Man-film die eerder in 2007 uitkwam.